# Dmitrij Gulenkow
Dmitrij Walentinowicz Gulenkow, ros. Дмитрий Валентинович Гуленков (ur. 22 maja 1968 w Moskwie, Rosyjska FSRR) – rosyjski piłkarz, grający na pozycji bramkarza, trener piłkarski.

## Kariera piłkarska

### Kariera klubowa
Wychowanek FSzM Moskwa. Pierwszy trener Aleksiej Blinkow. W 1984 rozpoczął karierę piłkarską w drużynie FSzM Moskwa, który nazywał się SK FSzM Moskwa i SK ESzWSM Moskwa. W 1988 został piłkarzem podmoskiewskiego klubu Zorkij Krasnogorsk, skąd został zaproszony do Torpeda Moskwa. Ale nieczęsto wychodził na boisko, dlatego powrócił do krasnogorskiego zespołu. W 1990 bronił barw Wołgi Twer, a w następnym roku występował w uzbeckich klubach Paxtakor Taszkent i Navbahor Namangan. Na początku 1992 został zaproszony przez trenera Anatolija Zajajewa do Tawrii Symferopol. 30 marca 1992 roku debiutował w Wyszczej Lidze w meczu z Ewisem Mikołajów (1:0). Latem 1993 opuścił krymski klub i przeniósł się do Okieanu Nachodka. W 1995 powrócił do Navbahoru Namangan. Potem wyjechał do Chin, gdzie grał w Sichuan Quanxing. W 1997 powrócił do Rosji, gdzie podpisał kontrakt z klubem Tom Tomsk. Zakończył karierę piłkarską w zespole Spartak-Czukotka Moskwa, pełniąc w nim również funkcje trenerskie.

## Kariera trenerska
Jeszcze będąc piłkarzem pełniąc w nim również funkcje trenerskie w zespole Spartak-Czukotka Moskwa. W 2004 pracował w Metałłurgu Krasnojarsk na stanowisku trenera bramkarzy. W 2008 szkolił bramkarzy w FSzM Torpedo Moskwa. Przez konflikt z dyrektorem FSzM w 2009 odszedł do Niki Moskwa.

## Sukcesy i odznaczenia

### Sukcesy klubowe
- mistrz Ukrainy: 1992
- brązowy medalista Mistrzostw Uzbekistanu: 1995
- zdobywca Pucharu Uzbekistanu: 1995

### Odznaczenia
- tytuł Mistrza Sportu Ukrainy, Rosji, Uzbekistanu.